# Hugues Marmier
Hugues Marmier, seigneur de Gastey, né vers 1475 à Gray et décédé en 1553 ou 1554, est un homme politique comtois connu pour avoir été président du parlement de Franche-Comté de 1517 à 1545,.

## Biographie
Hugues Marmier appartient à une famille de Langres, fixée à Gray depuis un siècle. Il est le fils de Jean de Marmier et Simone de Falletans. Il est diplômé en droit, probablement à l’université de Dole.

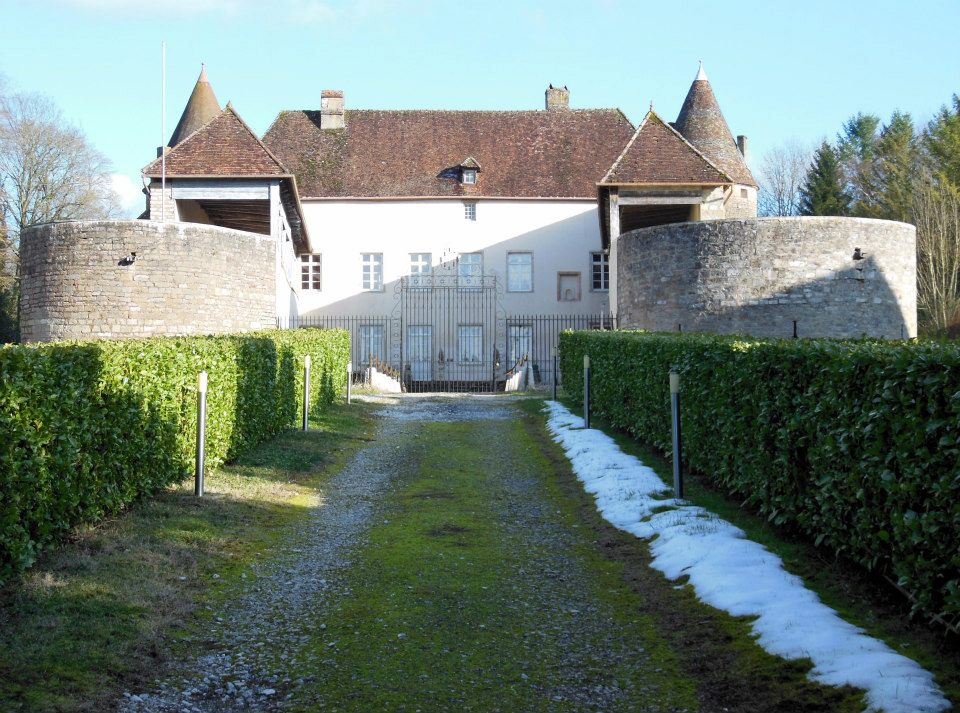
Le château de Moissey, une des principales résidences d'Hugues Marmier

### Carrière
En 1507, il est lieutenant général du bailliage d'Amont à Vesoul, puis en 1512 il devient maître des requêtes au Parlement de Dole. En 1517, il est nommé président du même parlement. En 1522, il devient chef du conseil de Marguerite d'Autriche à Malines. Il est aussi conseiller de l'empereur Charles Quint. En 1538, il est violemment attaqué devant les États de Franche-Comté, par la famille de Rye, puis dénoncé à l'Empereur par l'archevêque de Besançon l'abbé de Saint-Claude, l'évêque de Genève et Claude de La Baume. Les uns lui reprochent d’être un président intéressé et vénal, les autres de prêter main-forte à son beau-frère Simon Gauthiot d'Ancier, chef du parti des huguenots à Besançon. Il défie devant les États, ses accusateurs de prouver un seul de ces faits, et personne n'ose relever le défi. Mais en 1545, le 14 avril, ses ennemis le font suspendre de ses fonctions : Charles-Quint, en le suspendant, le condamnait, à diverses restitutions envers des familles dont il avait acheté des propriétés en litige. En effet, durant son mandat de président, ce dernier s'était considérablement enrichit et avait acheté nombre de propriétés et de seigneuries. Mais il se défend devant l'empereur qui le réhabilite en 1546. En 1548, très riche, ce dernier avec d'autres aristocrates comtois consent un prêt conséquent à l'Empereur.
Il avait épousé, le 27 mai 1508, Louise Gauthiot, qui testa le 33 septembre 1535, et il se remaria à 70 ans avec Anne de Poligny dont il eut sept enfants. Il meurt en 1553 ou 1554 et est inhumé à la Basilique Notre-Dame de Gray.
Il aimait les arts et fit don aux églises de Dole et de Gray de deux tableaux d'autel peints par un élève de Raphaël.

### Sa mort
Selon les ouvrages, le lieu et la mort d'Hugues Marmier sont très différents :
- L'historien comtois Paul Delsalle le fait mourir à Gray le 7 décembre 1553[5]
- Louis Gollut, déclare qu'il est mort 15 janvier 1554 en Espagne alors qu'il essayait de voir l'empereur[7]

## Titres
- Chevalier
- Baron de Longwy
- Seigneur de Gastey, Tornay, Eschevannes, Moissey, Betoncourt, Pierrejux, Oigney, Peseux, Raucourt, Jousserot, Malans, Membrey, Autet, Chargey, Bellevesvre et Saint-Julien